# Lamagistère
Lamagistère är en kommun i departementet Tarn-et-Garonne i regionen Occitanien i södra Frankrike. Kommunen ligger i kantonen Valence som tillhör arrondissementet Castelsarrasin. År 2022 hade Lamagistère 1 213 invånare.

## Befolkningsutveckling
Antalet invånare i kommunen Lamagistère
| Referens: INSEE |